# Kyle Blignaut
Kyle Blignaut (né le 9 novembre 1999) est un athlète sud-africain, spécialiste du lancer de poids.
Avec le poids de 6 kg, il détient un record de 21,65 m, meilleure marque mondiale de 2018, qu'il porte le 10 juillet à 22,07 m à Tampere, record d'Afrique junior de 
Janus Robberts battu, pour remporter la première médaille d'or pour un Africain lors des Championnats du monde juniors 2018, en battant d'un cm au dernier essai l'Américain Adrian Piperi.
En 2021 il réalise les minima olympiques en lançant à 21,21 m, un record personnel. Il se classe sixième aux Jeux olympiques.
En 2022 il remporte la médaille d'argent aux Championnats d'Afrique de Saint-Pierre.

## Palmarès
| Date | Compétition                    | Lieu         | Résultat | Épreuve         | Temps   |
| ---- | ------------------------------ | ------------ | -------- | --------------- | ------- |
| 2017 | Championnats d'Afrique juniors | Tlemcen      | 1er      | Lancer du poids | 20,08 m |
| 2018 | Championnats du monde juniors  | Tampere      | 1er      | Lancer du poids | 22,07 m |
| 2018 | Championnats d'Afrique         | Asaba        | 3e       | Lancer du poids | 19,05 m |
| 2021 | Jeux olympiques                | Tokyo        | 6e       | Lancer du poids | 21,00 m |
| 2022 | Championnats d'Afrique         | Saint-Pierre | 2e       | Lancer du poids | 20,60 m |

## Records
| Épreuve         | Marque  | Lieu   | Date         |
| --------------- | ------- | ------ | ------------ |
| Lancer du poids | 21,26 m | Modène | 1er mai 2024 |